# Diuretyki rtęciowe
Diuretyki rtęciowe – pierwsze stosowane klinicznie leki o charakterze diuretyków pętlowych. Były używane w lecznictwie od XIX wieku. Do tej grupy należy m.in. chlorek rtęci(I), tzw. kalomel oraz merkurofilina, która była ostatnim przedstawicielem tej grupy leków stosowanym w Polsce do połowy lat 70. XX wieku.
Były lekami toksycznymi i z tego względu (po otrzymaniu silnych diuretyków pętlowych np. furosemidu) w Polsce obecnie nie są stosowane. Na świecie stosowane bardzo sporadycznie. Zsyntetyzowanie innych diuretyków o małej toksyczności spowodowało ich wycofanie z użycia.